# Wellington Yueh
Wellington Yueh is een personage in het Duin-universum, gecreëerd door Frank Herbert.
Dr. Wellington Yueh is een centraal personage in de eerste roman Duin. Hij is een Suk-dokter in dienst van Huis Atreides, mentor van Paul Atreides. Zijn vrouw werd ontvoerd door baron Vladimir Harkonnen, dus Suk verraadt hertog Leto Atreides en zijn conditionering en koppelt de reactoren van de citadel los, wat leidt tot de val van Arrakis.
Voordat hij echter wordt vermoord door de Mentat Piter De Vries, vergemakkelijkt hij de ontsnapping van Vrouwe Jessica en Paul naar de woestijn en implanteert hij een vergiftigde tand in hertog Leto zodat hij wraak kan nemen op baron Harkonnen, een wraak die vanwege de hertog voorwaarde niet wordt uitgevoerd, zal plaatsvinden, waarbij Mentat Piter De Vries in zijn plaats sterft.

## In bewerkingen
In de film Dune uit 1984 wordt het personage gespeeld door Dean Stockwell en de film Dune uit 2021 door Chang Chen. In de miniserie Dune werd het personage gespeeld door Robert Russell.